# Ara rubrogenys
L'ara fronterossa (Ara rubrogenys Lafresnaye, 1847) è un uccello della famiglia degli Psittacidi endemico di una piccola area montuosa semidesertica della Bolivia.
È una specie in pericolo critico d'estinzione e in natura ne rimangono ormai circa 150 esemplari; fortunatamente si riproduce molto bene in cattività e, anche se di rado, viene allevata come animale da compagnia.

## Descrizione
L'ara fronterossa è lunga 55–60 cm. Di colorazione generale verde, ha la fronte rossa, una macchia rossa sulla zona periauricolare e i margini inferiori delle copritrici rosso brillante o arancione. Attorno agli occhi presenta una zona di pelle rosata che si estende fino al becco. La base delle ali è rossa e le remiganti azzurre.

## Distribuzione e habitat
L'ara fronterossa è originaria di una piccola area montuosa della Bolivia centro-meridionale situata circa 200 km a ovest di Santa Cruz, nel Dipartimento omonimo, dove il clima è semidesertico. La vegetazione dell'area è costituita soprattutto da cactus (di piccole e grandi dimensioni) e da alberi e arbusti spinosi. Il clima è semi-arido, freddo di notte e caldo di giorno. Piove solamente ogni tanto, nel corso di violente tempeste. L'ara fronterossa è una specie piuttosto insolita, poiché è l'unica ara adattatasi a vivere in climi aridi. Quasi tutte le are nidificano su grandi alberi, ma dato che questa specie vive in un'area dove i grandi alberi non sono molto frequenti, essa nidifica in fessure verticali delle pareti scoscese. In passato questo uccello veniva catturato per essere venduto come animale da compagnia; inoltre veniva perseguitato dagli agricoltori locali perché razziava i raccolti.